# Felix Elofsson
Felix Elofsson (ur. 30 września 1995 w Limhamn) – szwedzki narciarz dowolny specjalizujący się w jeździe po muldach, olimpijczyk z Pjongczangu 2018 i z Pekinu 2022.
Jego młodszy brat Oskar również uprawia jazdę po muldach.

## Udział w zawodach międzynarodowych
| Impreza                     | Rok   | Gospodarz            | Konkurencja    | Miejsce |                      |      |            |       |     |
| --------------------------- | ----- | -------------------- | -------------- | ------- | -------------------- | ---- | ---------- | ----- | --- |
| Impreza                     | Rok   | Gospodarz            | Konkurencja    | Miejsce | Igrzyska olimpijskie | 2018 | Pjongczang | muldy | 24. |
| 2022                        | Pekin | muldy                | 17.            |         | Igrzyska olimpijskie |      |            |       |     |
| Mistrzostwa świata          | 2015  | Kreischberg          | muldy          | 34.     |                      |      |            |       |     |
| Mistrzostwa świata          | 2015  | Kreischberg          | muldy podwójne | 26.     |                      |      |            |       |     |
| Mistrzostwa świata          | 2019  | Deer Valley          | muldy          | 23.     |                      |      |            |       |     |
| Mistrzostwa świata          | 2019  | Deer Valley          | muldy podwójne | 19.     |                      |      |            |       |     |
| Mistrzostwa świata          | 2021  | Ałmaty               | muldy          | 12.     |                      |      |            |       |     |
| Mistrzostwa świata          | 2021  | Ałmaty               | muldy podwójne | 40.     |                      |      |            |       |     |
| Mistrzostwa świata juniorów | 2014  | Chiesa in Valmalenco | muldy          | 21.     |                      |      |            |       |     |
| Mistrzostwa świata juniorów | 2014  | Chiesa in Valmalenco | muldy podwójne | 17.     |                      |      |            |       |     |
| Mistrzostwa świata juniorów | 2015  | Chiesa in Valmalenco | muldy          | 23.     |                      |      |            |       |     |
| Mistrzostwa świata juniorów | 2015  | Chiesa in Valmalenco | muldy podwójne | 8.      |                      |      |            |       |     |